# Spy Rock Road
Spy Rock Road to drugi album w historii zespołu muzycznego The Lookouts. Jest to zarazem drugi i ostatni longplay w dyskografii zespołu. Został wydany na płycie winylowej w maju 1989 roku, przez wytwórnię Lookout! Records, należącą do wokalisty The Lookouts, Lawrence'a Livermore'a. W 1994 roku, ta sama wytwórnia wydała reedycję płyty, tym razem w formacie kasety magnetofonowej.
Materiał na tym albumie jest znacznie bardziej dojrzały, niż na debiutanckim LP zespołu, One Planet One People. Grupa nie prezentuje już skrajnej postawy w sprawach religijnych oraz politycznych, i podejmuje problemy społeczne, jak alienacja i degradacja środowiska. Na płycie znajdują się także pojedyncze humorystyczne piosenki, w wykonaniu 16-letniego wówczas Tré Coola. Tytułowe Spy Rock Road to miejscowe określenie obszaru leśno-górskiego przy Laytonville w Kalifornii, na którym mieszkali członkowie zespołu.
W utworze "Living Behind Bars" na gitarze zagrał Lint, wówczas członek Operation Ivy, a obecnie wokalista i gitarzysta zespołu Rancid.
Nakład albumu jest już obecnie wyczerpany.

## Lista utworów
(w nawiasie wokalista w danym utworze)
Strona A
1. "That Girl's from Outer Space" - 2:29 (Tré)
2. "Wild" - 3:37 (Kain)
3. "Alienation" - 4:35 (Lawrence)
4. "Generation" - 2:25 (Kain)
5. "The Green Hills of England" - 3:34 (Lawrence)

Strona B
1. "Living Behind Bars" - 1:56 (Lawrence)
2. "Red Sea" - 3:06 (Kain)
3. "Sonny Boy" - 1:17 (Tré)
4. "Trees" - 5:11 (Lawrence)
5. "Life" - 3:32 (Kain)
6. "Friends" - 1:31 (Lawrence)

## Wykonali
- Lawrence Livermore - gitara, wokal
- Kain Kong - gitara basowa, wokal
- Tré Cool - perkusja, wokal
- Lint - gitara w utworze "Living Behind Bars"